# ريتشارد بي. هيريك
ريتشارد بي. هيريك هو سياسي أمريكي، ولد في 23 مارس 1791، وتوفي في 20 يونيو 1846 في واشنطن العاصمة في الولايات المتحدة. نشط حزبياً في حزب اليمين. وقد انتخب عضو جمعية ولاية نيويورك ‏ وانتخب عضو مجلس النواب الأمريكي ‏.